# 蒙特內哥羅貴族
蒙特內哥羅貴族代表在Doclea、Zeta和蒙特內哥羅的貴族家族。
蒙特內哥羅頭銜包含了 Veliki Vojvoda （大公）用於皇室家族成員，王公（親王）、沃伊沃德（公爵）用於家族領袖，和Serdar（伯爵）用於家族中其他的知名人士。頭銜是終身繼承的。
2001年，尼古拉二世授與 Grahovo 和 Zeta 大公頭銜給他的兒子Prince Boris Petrović-Njegoš。